# Синагога Тиферет Исраэль (Каракас)
Синагога Тиферет Исраэль — синагога, находящаяся в Венесуэле в городе Каракас в районе Эль-Рекрео. Является штаб-квартирой Израильской ассоциации Венесуэлы.

## История
В 1954 году сефарды, проживающие в Каракасе, решили купить земельный участок в районе Мариперес для строительства новой синагоги взамен прежней в районе Эль-Конде, которая должна была быть снесена в рамках расширения проспекта Боливара, главной автомагистрали города того времени. В 1956 году был заложен первый камень нового здания. В 1963 году синагога была торжественно открыта для публичного посещения и с тех пор она используется еврейской общиной Каракаса.
В январе 2009 года синагога пострадала от вандализма преступной группировки во время эскалации отношений между Венесуэлой и Израилем после конфликта в Газе в 2008—2009 годах. Три бывших полицейских и три гражданских лица были признаны виновными и осуждены каждый на 10 лет заключения.